# Diapangou (département)
Pour le chef-lieu, voir Diapangou.

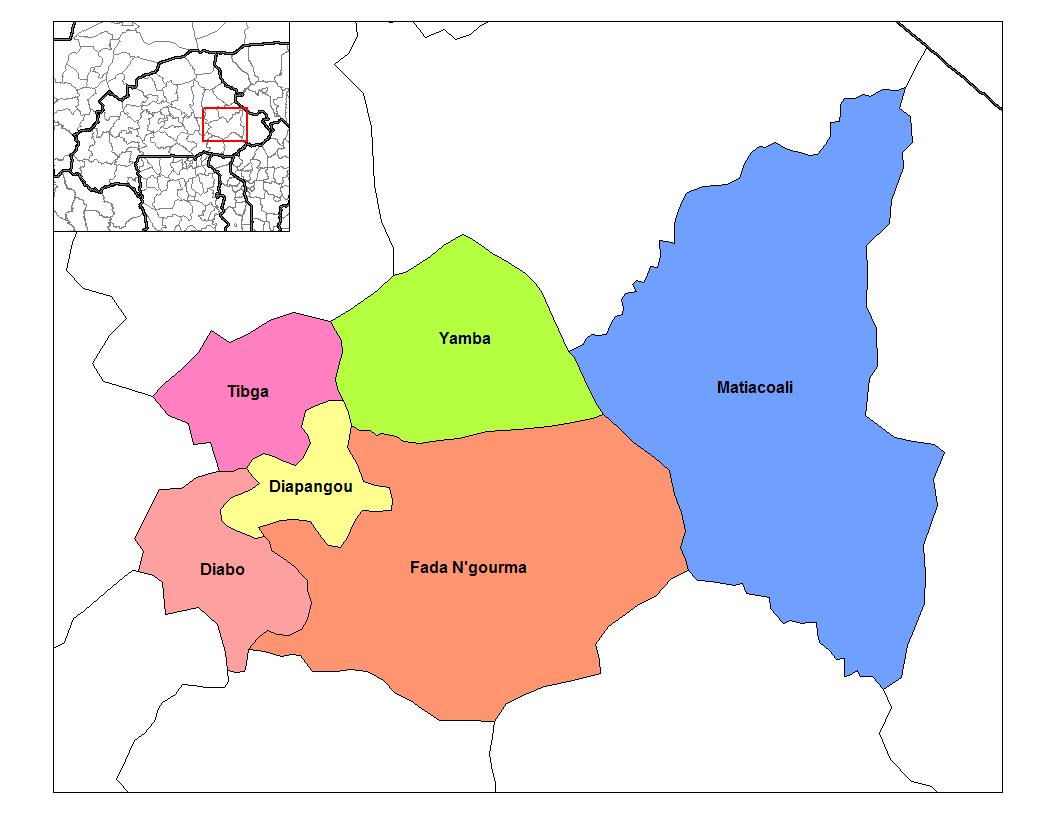
Localisation de la province de Gourma

Diapangou est un département du Burkina Faso située dans la province de Gourma et dans la région Est.
En 2006, le dernier recensement comptabilise 27 457 habitants :

## Villes
Le département se compose de 31 villages :
- Balga
- Bandiabgou
- Bardiadéni
- Bassabliga
- Bianargou
- Bossongri
- Comboari
- Diangaïe
- Diapangou, chef-lieu
- Doaligou
- Fonghin
- Kolonkogo
- Komanpergou
- Kouloungou
- Lantargou
- Litiayenli
- Louargou
- Nahambouga
- Okargouni
- Otiabragouni
- Ountandéni
- Pampangou
- Sikidéni
- Tchomboado
- Tielba
- Tilonti
- Toboani
- Tokouna
- Wakou
- Yensemdéni